# ゴットハルト・キュール
ゴットハルト・キュール（Gotthardt Kuehl、1850年11月28日 - 1915年1月9日）はドイツの画家である。ドイツにおける印象派の画家の初期の一人である。おもにドレスデンで活動した。

## 略歴
シュレースヴィヒ＝ホルシュタイン州のリューベックで生まれた。1867年からドレスデンの美術院（ Kunstakademie Dresden、後のドレスデン美術大学）で学び、1870年からミュンヘン美術院で学んだ。1878年から1889年の間、パリを拠点に修行し、イタリアやオランダを旅し巨匠たちの作品に学んだ。
20世紀になる頃、同じようにパリで修行したバンツァー（Carl Bantzer）とともに、ドレスデンの芸術家グループ、ドレスデン自由画家組合（Freien Vereinigung Dresdner Künstler）やドレスデン創造的画家組合（Verein bildender Künstler Dresden）などの設立を推進した。フランスの印象派の潮流をドレスデンの画家たちの中に持ち込んだ。1895年にドレスデンの美術院の教授に任じられ、1896年にベルリンの国際美術展で金賞を受賞した。ドイツ画家協会（Deutscher Künstlerbund）の初期の理事の一人であった。
画家、David Simonsonの娘と結婚しドレスデンで暮らした。

## 作品

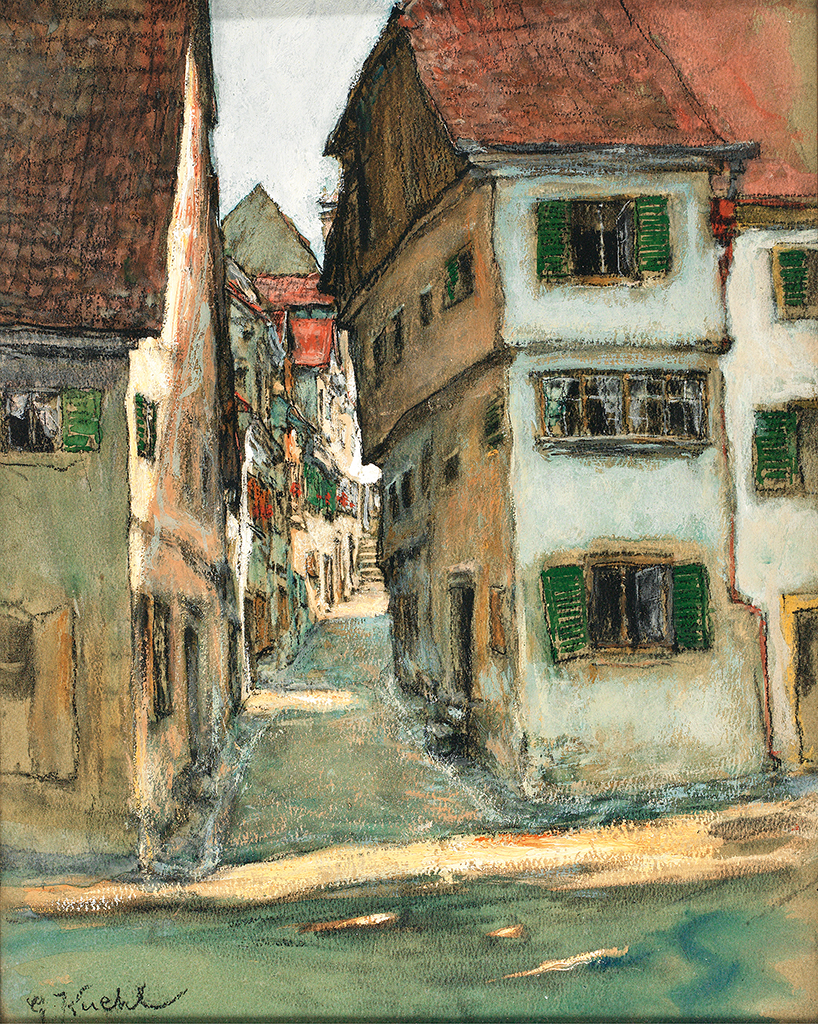
ボーデン湖の町の路地（水彩画）
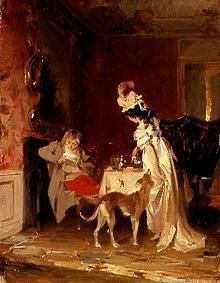
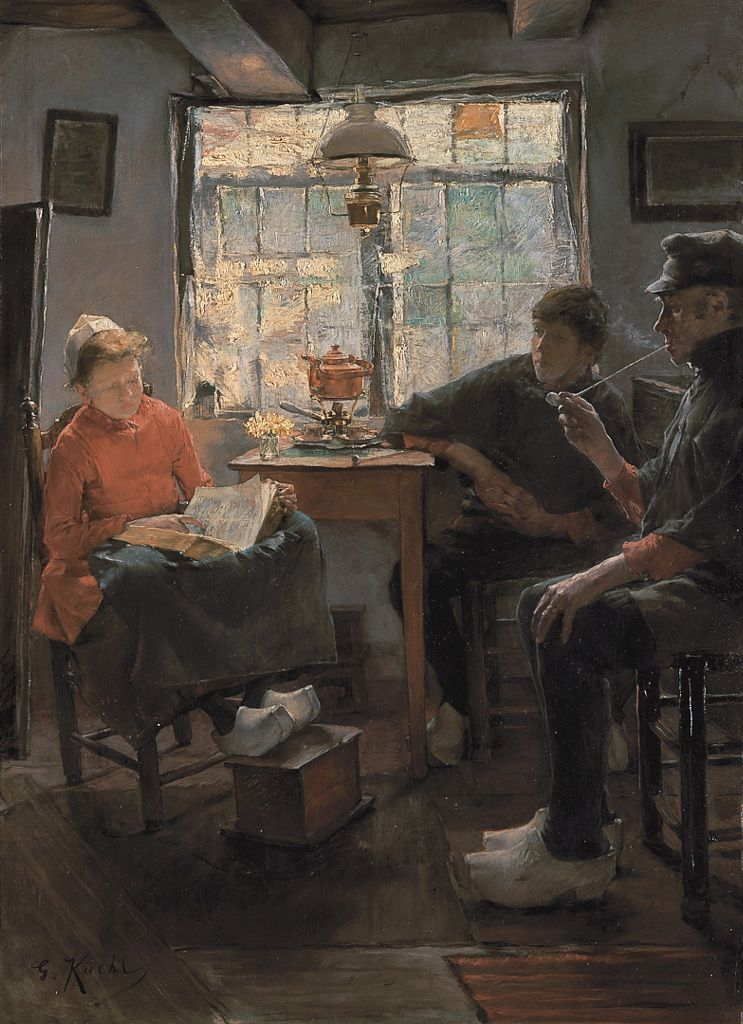
オランダの休日の午後
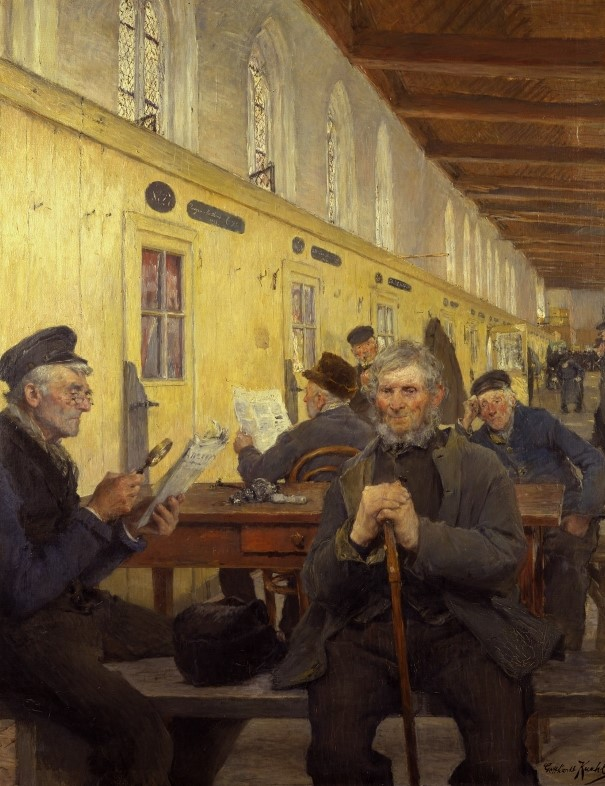
リューベックの老人ホーム
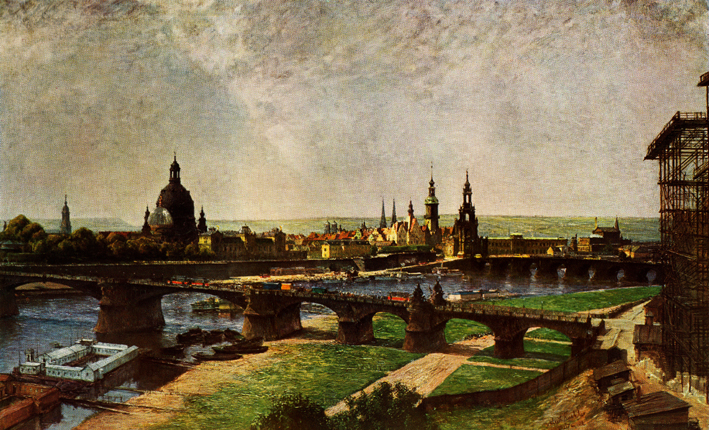
ドレスデンの風景
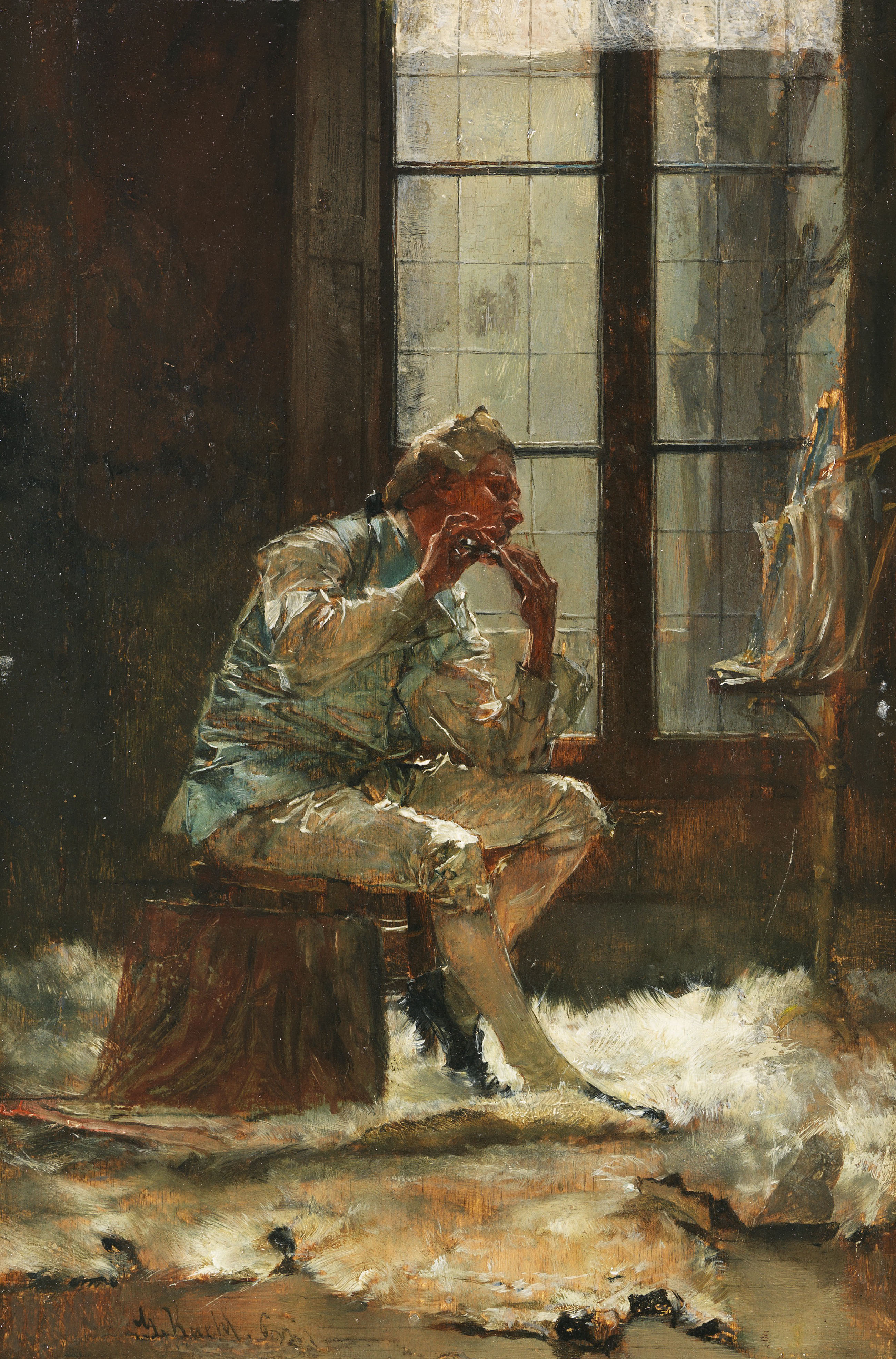
フルート吹き
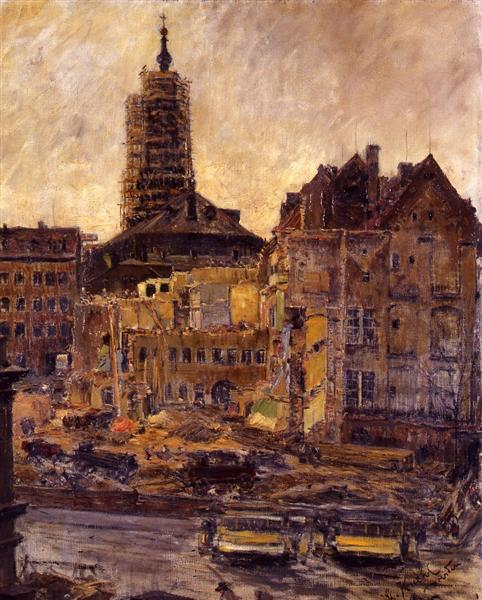
ドレスデンの風景
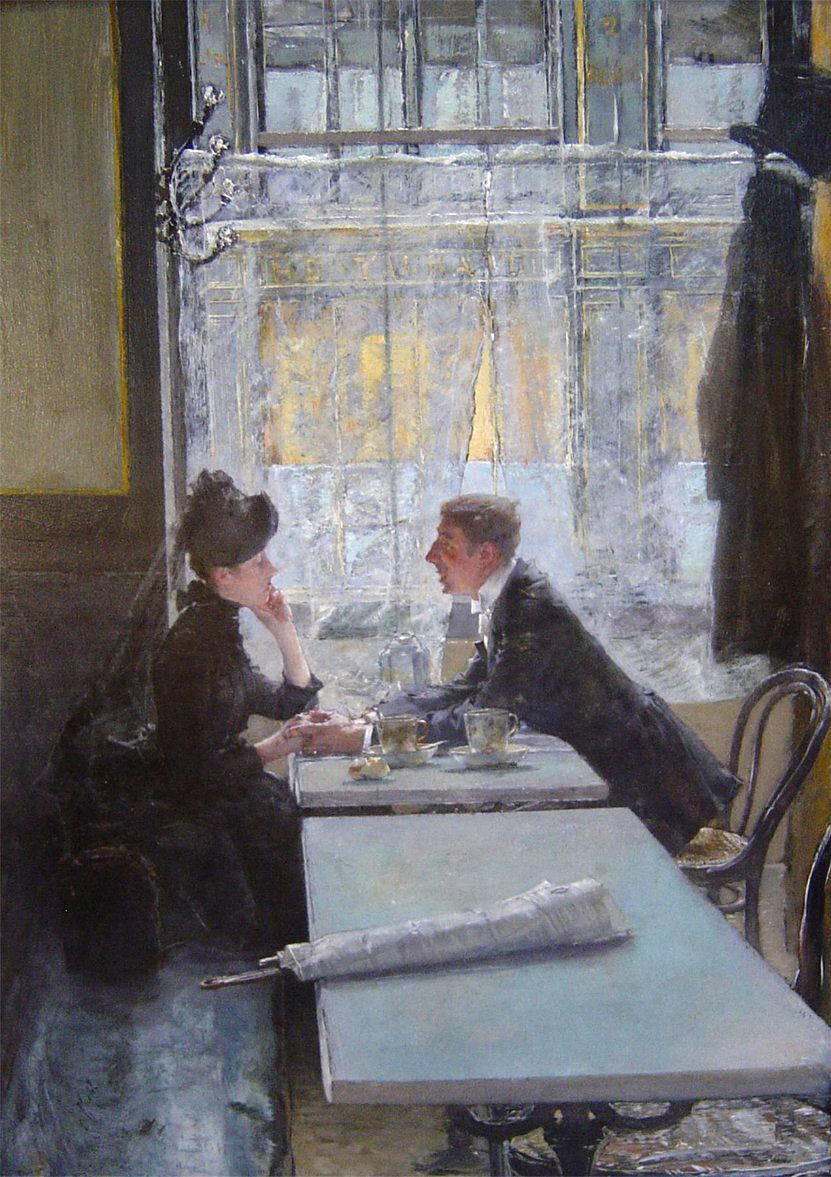
カフェで